# 神林祐子
神林 祐子（かんばやし ゆうこ）は日本の薬剤師、薬学者。緩和医療における薬の活用による痛みの緩和を専門とする。

## 経歴
- 1980年、京都府立医科大学附属病院で病院薬剤師として勤務。
- 2011年、大阪大学大学院薬学研究科卒[1]。
- 2018年、大阪薬科大学特任教授[2]。
- 2021年、大学の経営統合により大阪医科薬科大学勤務